# Suus
Suus was de Albanese inzending voor het Eurovisiesongfestival van 2012 in Bakoe, Azerbeidzjan. Het lied werd vertolkt door de Kosovaarse zangeres Rona Nishliu.
Rona Nishliu liet het nummer horen in de halve finale van het Songfestival. Het nummer behaalde de tweede plaats in de halve finale, en werd vijfde in de finale, het hoogste Albanese resultaat tot dan toe.
Na de finale ontving Nishliu de Barbara Dex Award voor slechtst geklede artiest op het songfestival.